# 大练地街道
大练地街道，是中华人民共和国云南省怒江傈僳族自治州泸水市下辖的一个乡镇级行政单位。2021年5月18日，云南省人民政府批复同意以原六库镇、上江镇部分行政区域设立大练地街道；9月6日正式成立。

## 行政区划
大练地街道下辖以下地区：
新城社区、锦绣社区、和谐社区、赖茂村、新建村和大练地村。